# Tamás Cseri
Tamás Cseri né le 15 janvier 1988 à Győr, est un footballeur international hongrois. Il évolue au poste de milieu de terrain.

## Biographie

### En club
Tamás Cseri est formé au Ferencváros TC.
En 2007, il débute en tant que professionnel avec le Mosonmagyaróvári TE (en) qui évolue en deuxième division hongroise. Il rejoint la réserve du Győri ETO (en) lors de la saison 2008-2009.
En 2009, il est transféré au Pécsi Mecsek FC. Après un prêt au BKV Előre SC (en), Cseri rejoint le Gyirmót FC en 2011. De 2015 à 2017, il évolue sous les couleurs du Kisvárda FC.
En 2017, il rejoint le Mezőkövesd-Zsóry SE et découvre la première division hongroise.
Le 15 juillet 2017, il joue son premier match en première division, lors d'un déplacement à Debrecen (victoire 1-2 à l'extérieur). Le 26 août, il marque son premier but dans ce championnat, lors d'un déplacement à Diósgyőr. Toutefois, son équipe s'incline 2-1.

### En équipe nationale
Le 3 septembre 2020, il figure pour la première fois sur le banc des remplaçants de l'équipe nationale A, mais sans entrer en jeu, lors d'une rencontre face à la Turquie. Ce match gagné 0-1 rentre dans le cadre de la Ligue des nations. Il reçoit finalement sa première sélection en équipe de Hongrie trois jours plus tard, lors d'une rencontre de Ligue des nations contre la Russie, où il joue huit minutes (défaite 2-3).
Le 1er juin 2021, il est retenu dans la liste des 26 joueurs hongrois du sélectionneur Marco Rossi pour participer à l'Euro 2020. Il dispute un seul match contre la France, qui se solde par un match nul 1-1. Avec un bilan de deux nuls et une défaite, la Hongrie est éliminée dès le premier tour.

## Palmarès
- Finaliste de la Coupe de Hongrie en 2020 avec le Mezőkövesd-Zsóry